# Un maiale è un maiale
Un maiale è un maiale (Pigs Is Pigs) è un film del 1937 diretto da Friz Freleng. È un cortometraggio d'animazione della serie Merrie Melodies, uscito negli Stati Uniti il 30 gennaio 1937. Il corto riprende i personaggi di Piggy Hamhock e la sua famiglia, che Freleng aveva già utilizzato l'anno precedente in Ai suoi piedi milady.

## Trama
Il maialino Piggy Hamhock ha sempre fame e pensa solo a mangiare e rubare cibo ogni volta che può. Sua madre è continuamente irritata dal suo appetito apparentemente insaziabile e dalla sua incapacità di controllarsi. Dopo che Piggy a cena si mangia anche gli spaghetti dei suoi fratelli oltre ai suoi, la madre lo rimprovera e lo avverte che un giorno scoppierà se continua con le sue cattive abitudini alimentari. Dopo essersi addormentato dopo cena, Piggy sogna di incontrare uno strano uomo che gli offre un grande banchetto. L'uomo si rivela essere uno scienziato pazzo, che lega Piggy a una sedia meccanica e lo usa come cavia per la sua macchina che gli fa mangiare forzatamente tutto il cibo che riesce a contenere, fino a farlo diventare obeso. Piggy dice di essere sazio e lo scienziato lo libera; il maialino barcolla verso la porta, ma poi nota il banchetto che lo scienziato aveva usato prima come esca e si mangia una delle cosce di tacchino, esplodendo immediatamente. Piggy si sveglia subito dopo nel suo letto, sollevato di stare bene, ma non appena la madre lo chiama per la colazione, corre a divorare il pasto con la solita ingordigia.

## Distribuzione

### Edizione italiana
L'edizione italiana del corto fu distribuita direttamente in DVD nel 2006; il doppiaggio fu eseguito dalla Time Out Cin.ca e diretto da Massimo Giuliani. In essa Piggy viene erroneamente identificato come Porky Pig, facendolo parlare con la balbuzie che caratterizza il personaggio. Non essendo stata registrata una colonna internazionale, fu sostituita la musica presente durante i dialoghi.

### Edizioni home video

#### Laserdisc
- The Golden Age of Looney Tunes - Vol. 3 (23 dicembre 1992)

#### DVD
Il corto fu pubblicato in DVD-Video in America del Nord nel terzo disco della raccolta Looney Tunes Golden Collection: Volume 3 (intitolato Porky and the Pigs) distribuita il 25 ottobre 2005. In Italia fu invece inserito nel DVD Daffy Duck & Porky Pig: Volume 2 della collana Looney Tunes Collection, uscito il 18 maggio 2006.

## Accoglienza
Nel 2010 il corto fu selezionato per l'inclusione nel libro di Jerry Beck The 100 Greatest Looney Tunes Cartoons, in cui l'animatrice Yvette Kaplan lo definisce uno dei suoi cartoni animati preferiti quando era bambina in quanto "scatenato, spaventoso, surreale" e ne sottolinea le differenze rispetto ai cartoni moralistici della serie contemporanea Color Classics: in Un maiale è un maiale il protagonista non impara affatto una lezione poiché "il cibo è troppo buono per dire di no".